# 2023年Billboard Japan Hot Animation1位の一覧
以下は、2023年のBillboard Japan Hot Animationチャートで首位を獲得した作品の一覧である。

## チャート遍歴
| 公開日   | 曲名             | アーティスト名  | タイアップ                                                           | 出典   |
| -------- | ---------------- | --------------- | -------------------------------------------------------------------- | ------ |
| 1月4日   | 「KICKBACK」     | 米津玄師        | テレビアニメ『チェンソーマン』オープニングテーマ                     | [ 1 ]  |
| 1月11日  | 「KICKBACK」     | 米津玄師        | テレビアニメ『チェンソーマン』オープニングテーマ                     | [ 2 ]  |
| 1月18日  | 「KICKBACK」     | 米津玄師        | テレビアニメ『チェンソーマン』オープニングテーマ                     | [ 3 ]  |
| 1月25日  | 「KICKBACK」     | 米津玄師        | テレビアニメ『チェンソーマン』オープニングテーマ                     | [ 4 ]  |
| 2月1日   | 「KICKBACK」     | 米津玄師        | テレビアニメ『チェンソーマン』オープニングテーマ                     | [ 5 ]  |
| 2月8日   | 「KICKBACK」     | 米津玄師        | テレビアニメ『チェンソーマン』オープニングテーマ                     | [ 6 ]  |
| 2月15日  | 「KICKBACK」     | 米津玄師        | テレビアニメ『チェンソーマン』オープニングテーマ                     | [ 7 ]  |
| 2月22日  | 「KICKBACK」     | 米津玄師        | テレビアニメ『チェンソーマン』オープニングテーマ                     | [ 8 ]  |
| 3月1日   | 「KICKBACK」     | 米津玄師        | テレビアニメ『チェンソーマン』オープニングテーマ                     | [ 9 ]  |
| 3月8日   | 「KICKBACK」     | 米津玄師        | テレビアニメ『チェンソーマン』オープニングテーマ                     | [ 10 ] |
| 3月15日  | 「Paradise」     | NiziU           | 映画『ドラえもん のび太と空の理想郷』主題歌                          | [ 11 ] |
| 3月22日  | 「Paradise」     | NiziU           | 映画『ドラえもん のび太と空の理想郷』主題歌                          | [ 12 ] |
| 3月29日  | 「Limitless」    | ATEEZ           | テレビアニメ『デュエル・マスターズ WIN』オープニングテーマ           | [ 13 ] |
| 4月5日   | 「Here I Stand」 | TREASURE        | 映画『ブラッククローバー 魔法帝の剣』主題歌                          | [ 14 ] |
| 4月12日  | 「SOUVENIR」     | BUMP OF CHICKEN | テレビ東京系アニメ『SPY×FAMILY』第2クールオープニングテーマ          | [ 15 ] |
| 4月19日  | 「アイドル」     | YOASOBI         | テレビアニメ『【推しの子】』第1期オープニングテーマ                  | [ 16 ] |
| 4月26日  | 「アイドル」     | YOASOBI         | テレビアニメ『【推しの子】』第1期オープニングテーマ                  | [ 17 ] |
| 5月3日   | 「アイドル」     | YOASOBI         | テレビアニメ『【推しの子】』第1期オープニングテーマ                  | [ 18 ] |
| 5月10日  | 「アイドル」     | YOASOBI         | テレビアニメ『【推しの子】』第1期オープニングテーマ                  | [ 19 ] |
| 5月17日  | 「アイドル」     | YOASOBI         | テレビアニメ『【推しの子】』第1期オープニングテーマ                  | [ 20 ] |
| 5月24日  | 「アイドル」     | YOASOBI         | テレビアニメ『【推しの子】』第1期オープニングテーマ                  | [ 21 ] |
| 5月31日  | 「アイドル」     | YOASOBI         | テレビアニメ『【推しの子】』第1期オープニングテーマ                  | [ 22 ] |
| 6月7日   | 「アイドル」     | YOASOBI         | テレビアニメ『【推しの子】』第1期オープニングテーマ                  | [ 23 ] |
| 6月14日  | 「アイドル」     | YOASOBI         | テレビアニメ『【推しの子】』第1期オープニングテーマ                  | [ 24 ] |
| 6月21日  | 「アイドル」     | YOASOBI         | テレビアニメ『【推しの子】』第1期オープニングテーマ                  | [ 25 ] |
| 6月28日  | 「アイドル」     | YOASOBI         | テレビアニメ『【推しの子】』第1期オープニングテーマ                  | [ 26 ] |
| 7月5日   | 「アイドル」     | YOASOBI         | テレビアニメ『【推しの子】』第1期オープニングテーマ                  | [ 27 ] |
| 7月12日  | 「アイドル」     | YOASOBI         | テレビアニメ『【推しの子】』第1期オープニングテーマ                  | [ 28 ] |
| 7月19日  | 「アイドル」     | YOASOBI         | テレビアニメ『【推しの子】』第1期オープニングテーマ                  | [ 29 ] |
| 7月26日  | 「アイドル」     | YOASOBI         | テレビアニメ『【推しの子】』第1期オープニングテーマ                  | [ 30 ] |
| 8月2日   | 「アイドル」     | YOASOBI         | テレビアニメ『【推しの子】』第1期オープニングテーマ                  | [ 31 ] |
| 8月9日   | 「アイドル」     | YOASOBI         | テレビアニメ『【推しの子】』第1期オープニングテーマ                  | [ 32 ] |
| 8月16日  | 「アイドル」     | YOASOBI         | テレビアニメ『【推しの子】』第1期オープニングテーマ                  | [ 33 ] |
| 8月23日  | 「アイドル」     | YOASOBI         | テレビアニメ『【推しの子】』第1期オープニングテーマ                  | [ 34 ] |
| 8月30日  | 「アイドル」     | YOASOBI         | テレビアニメ『【推しの子】』第1期オープニングテーマ                  | [ 35 ] |
| 9月6日   | 「アイドル」     | YOASOBI         | テレビアニメ『【推しの子】』第1期オープニングテーマ                  | [ 36 ] |
| 9月13日  | 「SPECIALZ」     | King Gnu        | 毎日放送・TBS系アニメ『呪術廻戦』第2期「渋谷事変」オープニングテーマ | [ 37 ] |
| 9月20日  | 「アイドル」     | YOASOBI         | テレビアニメ『【推しの子】』第1期オープニングテーマ                  | [ 38 ] |
| 9月27日  | 「アイドル」     | YOASOBI         | テレビアニメ『【推しの子】』第1期オープニングテーマ                  | [ 39 ] |
| 10月4日  | 「SPECIALZ」     | King Gnu        | 毎日放送・TBS系アニメ『呪術廻戦』第2期「渋谷事変」オープニングテーマ | [ 40 ] |
| 10月11日 | 「勇者」         | YOASOBI         | テレビアニメ『葬送のフリーレン』第1クールオープニングテーマ          | [ 41 ] |
| 10月18日 | 「アイドル」     | YOASOBI         | テレビアニメ『【推しの子】』第1期オープニングテーマ                  | [ 42 ] |
| 10月25日 | 「アイドル」     | YOASOBI         | テレビアニメ『【推しの子】』第1期オープニングテーマ                  | [ 43 ] |
| 11月1日  | 「アイドル」     | YOASOBI         | テレビアニメ『【推しの子】』第1期オープニングテーマ                  | [ 44 ] |
| 11月8日  | 「アイドル」     | YOASOBI         | テレビアニメ『【推しの子】』第1期オープニングテーマ                  | [ 45 ] |
| 11月15日 | 「アイドル」     | YOASOBI         | テレビアニメ『【推しの子】』第1期オープニングテーマ                  | [ 46 ] |
| 11月22日 | 「アイドル」     | YOASOBI         | テレビアニメ『【推しの子】』第1期オープニングテーマ                  | [ 47 ] |
| 11月29日 | 「アイドル」     | YOASOBI         | テレビアニメ『【推しの子】』第1期オープニングテーマ                  | [ 48 ] |
| 12月6日  | 「アイドル」     | YOASOBI         | テレビアニメ『【推しの子】』第1期オープニングテーマ                  | [ 49 ] |
| 12月13日 | 「SPECIALZ」     | King Gnu        | 毎日放送・TBS系アニメ『呪術廻戦』第2期「渋谷事変」オープニングテーマ | [ 50 ] |
| 12月20日 | 「アイドル」     | YOASOBI         | テレビアニメ『【推しの子】』第1期オープニングテーマ                  | [ 51 ] |
| 12月27日 | 「アイドル」     | YOASOBI         | テレビアニメ『【推しの子】』第1期オープニングテーマ                  | [ 52 ] |